# Блан, Мишель
Мише́ль Блан (фр. Michel Blanc; 16 апреля 1952, Курбевуа, Франция — 3 октября 2024, Париж) — французский актёр, режиссёр и сценарист, который долгое время выступал в роли ворчунов и неловких ухажёров.

## Биография
Родился 16 апреля 1952 года в обеспеченной семье в городе Курбевуа.
Во время учёбы в лицее Луи Пастера в Нёйи-сюр-Сен познакомился с Кристианом Клавье, Жераром Жюньо и Тьерри Лермиттом. Впоследствии друзья создали французскую театральную труппу «Le Splendid». В самом начале они играли в районе Монпарнас, в гараже, превращённом в кафе-театр, прежде чем переехать на улицу Ломбар (фр. Rue des Lombards). Затем, в конечном счёте построили свой собственный театр на улице Фобур Сен-Мартен (фр. Faubourg-Saint-Martin).
Умер 3 октября 2024 года в больнице от сердечного приступа в возрасте 72 лет.

## Фильмография
- 1975 — Пусть начнётся праздник / Que la fête commence; режиссёр Бертран Тавернье
- 1975 — Глоток воздуха / Le Bol d’air; режиссёр Шарль Немес, короткометражный фильм
- 1976 — Лучший способ маршировать / La Meilleure Façon de marcher; режиссёр Клод Миллер
- 1976 — Осторожно — глаза! / Attention les yeux!; режиссёр Жерар Пирес
- 1976 — Я тебя люблю… Я тебя тоже нет / Je t’aime… moi non plus; режиссёр Серж Генсбур
- 1976 — Дальше некуда / On aura tout vu; режиссёр Жорж Лотнер
- 1976 — Жилец / Le locataire; режиссёр Роман Полански
- 1976 — Компьютер, программирующий смерть / L’Ordinateur des pompes funèbres; режиссёр Жерар Пирес
- 1977 — Чёрт в коробке / Le Diable dans la boîte; режиссёр Пьер Лари
- 1977 — Испорченные дети / Des enfants gates; режиссёр Бертран Тавернье
- 1977 — Мишень / Le Point de mire; режиссёр Жан-Клод Трамон
- 1977 — Вы не получите Эльзас и Лотарингию / Vous n’aurez pas l’Alsace et la Lorraine; режиссёр Колюш
- 1978 — Как черепаха на спине / La tortue sur le dos; режиссёр Люк Беро
- 1978 — Божоле нуво прибыло![6] / Le beaujolais nouveau est arrivé; режиссёр Жан-Люк Вулфоу
- 1978 — Загорелые / Les bronzes; режиссёр Патрис Леконт
- 1979 — У героев не мёрзнут уши / Les Héros n’ont pas froid aux oreilles; режиссёр Шарль Немес
- 1979 — Лицо другого / La Gueule de l’autre; режиссёр Пьер Черния
- 1979 — Загорелые на лыжах / Les bronzes font du ski; режиссёр Патрис Леконт
- 1979 — Ставки сделаны / Rien ne va plus; режиссёр Жан-Мишель Рибе
- 1979 — Подросток / L’Adolescente; режиссёр Жанна Моро
- 1979 — Говорите, мне интересно / Cause toujours… tu m’intéresses !; режиссёр Эдуар Молинаро
- 1979 — Пьеро мой друг / Pierrot mon ami; режиссёр Франсуа Летерье (ТВ)
- 1980 — Конь гордыни / Le Cheval d’orgueil; режиссёр Клод Шаброль
- 1981 — Заходи — я живу у подруги / Viens chez moi, j’habite chez une copine; режиссёр Патрис Леконт
- 1982 — Мою жену зовут Вернись / Ma femme s’appelle reviens; режиссёр Патрис Леконт
- 1982 — Дед Мороз — отморозок / Дед мороз — Полный отстой / Новый Год по-французски / Le Père Noël est une ordure; режиссёр Жан-Мари Пуаре
- 1983 — Проходите, здесь нечего смотреть / Circulez y’a rien à voir; режиссёр Патрис Леконт
- 1983 — Немо / Nemo; режиссёр Арно Селиньяк
- 1983 — Папаша сопротивляется / Papy fait de la résistance; режиссёр Жан-Мари Пуаре
- 1984 — Поймай меня… или быть беде! / Retenez-moi… ou je fais un malheur ! ; режиссёр Мишель Жерар
- 1984 — Вали отсюда / Marche à l’ombre; режиссёр, сценарист и актёр Мишель Блан
- 1986 — Вечернее платье / Tenue de soirée; режиссёр Бертран Блие
- 1986 — Я ненавижу актёров / Je hais les acteurs; режиссёр Жерар Кравчик
- 1986 — Беглецы / Les Fugitifs; режиссёр Франсис Вебер
- 1988 — Без страха и упрёка / Sans peur et sans reproche; режиссёр Жерар Жюньо
- 1988 — Ночь в Национальной Ассамблее / Une nuit à l’Assemblée nationale; режиссёр Жан-Пьер Моки
- 1988 — Гостиница Palace / Ça, c’est palace; режиссёр Жан-Мишель Рибе (ТВ)
- 1989 — Месье Ир / Monsieur Hire; режиссёр Патрис Леконт
- 1989 — Комната на стороне / Chambre à part; режиссёр Джеки Кукир
- 1990 — Уран / Uranus; режиссёр Клод Берри
- 1991 — Спасибо, жизнь / Merci La Vie; режиссёр Бертран Блие
- 1991 — Профессиональные тайны доктора Апфельглукк / Les secrets professionnels du Dr Apfelgluck
- 1991 — Книги Просперо / Prospero’s Books; режиссёр Питер Гринуэй
- 1991 — Услуга, часы и очень большая рыба / La Montre, la croix et la mannière / The favour, the watch and the very big fish; режиссёр Бен Левин
- 1993 — Ядовитое дело / Toxic Affair; режиссёр Филомене Эспозито
- 1994 — Коварство славы / Grosse Fatigue; режиссёры, сценаристы и актёры Мишель Блан, Патрик Оливье
- 1994 — Высокая мода / Prêt-à-Porter; режиссёр Роберт Олтмен
- 1994 — Монстр / Le Monstre; режиссёр Роберто Бениньи, Мишель Филиппи
- 1996 — Большое турне / Великие Герцоги / Les Grands Ducs; режиссёр Патрис Леконт
- 2002 — Целуй кого хочешь / Embrassez qui vous voudrez; режиссёр Мишель Блан
- 2003 — Дело Доминичи / L’Affaire Dominici; режиссёр Пьер Бутрон (ТВ)
- 2003 — / 93, rue Lauriston; режиссёр Дени Гранье-Дефер (ТВ)
- 2004 — Мадам Эдуар / Madame Édouard; режиссёр Надин Монфий
- 2005 — Вы так прекрасны / Je vous trouve tres beau; режиссёр Изабелль Мерго
- 2006 — Весёлые и загорелые / Les bronzés 3: amis pour la vie; режиссёр Патрис Леконт
- 2007 — Свидетели / Les Témoins; режиссёр Андре Тешине
- 2007 — Второе дыхание / Le Deuxième Souffle; режиссёр Ален Корно
- 2008 — Когда нам было 18 / Nos 18 ans; режиссёр Фредерик Берт
- 2008 — Высокий музей, низкий музей / Musée haut, musée bas; режиссёр Жан-Мишель Рибе
- 2009 — Дочь линии метро / La fille du RER; режиссёр Андре Тешине
- 2009 — Маленькая зона турбулентности / Une petite zone de turbulences; режиссёр Альфред Лот
- 2011 — И вдруг мне всех не хватает / Et soudain tout le monde me manque; режиссёр Дженнифер Девольдер
- 2011 — Управление государством / L’Exercice de l'État; режиссёр Пьер Шоллер
- 2013 — Ненетт / Demi-sœur; режиссёр Жозиан Баласко
- 2014 — Пряности и страсти / Les Recettes du bonheur / The Hundred-Foot Journey; режиссёр Лассе Халльстрём
- 2014 — Воспоминания / Les Souvenirs; режиссёр Жан-Поль Рув
- 2015 — Новые приключения Аладдина / Les Nouvelles Aventures d’Aladin; режиссёр Артур Бензакен
- 2016 — Киллер поневоле / Un petit boulot; режиссёр Паскаль Шомей
- 2017 — Возьми меня штурмом / Raid dingue, режиссёр Дани Бун
- 2023 — Мари-Лин и её судья / Marie-Line et son juge, режиссёр Жан-Пьер Амери

## Режиссёр
- 1984 — Марш в тени / Marche à l’ombre
- 1994 — Коварство славы / Grosse Fatigue
- 1999 — Эскорт / Mauvaise passe
- 2002 — Целуй, кого хочешь / Embrassez qui vous voudrez

## Сценарист
- 1975 — Глоток воздуха / Le Bol d’air
- 1978 — Загорелые / Les bronzes
- 1979 — Загорелые на лыжах / Les bronzes font du ski
- 1981 — Заходи — я живу у подруги / Viens chez moi, j’habite chez une copine
- 1982 — Мою жену зовут Вернись / Ma femme s’appelle reviens
- 1984 — Марш в тени / Marche à l’ombre
- 1994 — Монстр / Le Monstre
- 1999 — Эскорт / Mauvaise passe
- 2002 — Целуй, кого хочешь / Embrassez qui vous voudrez
- 2006 — Весёлые и загорелые 3 / Les bronzés 3: amis pour la vie
- 2009 — Маленькая зона турбулентности / Une petite zone de turbulences

## Премии и награды
Каннский кинофестиваль
- 1986 — Приз за лучшую мужскую роль в фильме «Вечернее платье»
- 1994 — Приз за лучший сценарий за фильм «Коварство славы»

Премия Сезар
- 1985 — номинация на Сезар за лучший дебют в фильме «Марш в тени»
- 1987 — номинация на Сезар за лучшую мужскую роль в фильме «Вечернее платье»
- 1990 — номинация на Сезар за лучшую мужскую роль в фильме «Месье Ир»
- 1995 — номинация на Сезар за лучший оригинальный сценарий и адаптацию фильма «Коварство славы»
- 2003 — номинация на Сезар за лучший оригинальный сценарий и адаптацию фильма «Целуй, кого хочешь»
- 2007 — номинация на Сезар за лучшую мужскую роль в фильме «Вы так прекрасны»
- 2008 — номинация на Сезар за лучшую мужскую роль в фильме «Свидетели»
- 2012 — премия Сезар за лучшую мужскую роль второго плана в фильме «Министр»